# Gamma Normidy
gamma Normidy (GNO) – coroczny rój meteorów aktywny od 25 lutego do 22 marca. Jego radiant znajduje się w gwiazdozbiorze Węgielnicy. Maksimum roju przypada na 14 marca, jego aktywność jest określana jako średnia, a obfitość roju wynosi 6 meteorów/h. Prędkość w atmosferze meteorów tego roju to 56 km/s.
Rój ten został po raz pierwszy zaobserwowany przez Ronalda A. McIntosha 10 marca 1929 w Auckland (Nowa Zelandia).
gamma Normid nie można obserwować z terytorium Polski.